# Sphecodosoma beameri
Sphecodosoma beameri là một loài Hymenoptera trong họ Halictidae. Loài này được Bohart mô tả khoa học năm 1965.